# Kypello Ellados 1963-1964
La Coppa di Grecia 1963-1964 è stata la 22ª edizione del torneo. La finale non si è disputata e l'AEK Atene è stato dichiarato vincitore del trofeo per la sesta volta come unica finalista perché l'altra semifinale tra Panathinaikos e Olympiakos non fu mai conclusa.

## Sedicesimi di finale
| Squadra 1         | Risultato   | Squadra 2          |
| ----------------- | ----------- | ------------------ |
| Anagennisi Arta   | 0 – 7       | AEK Atene          |
| AEK Kalamata      | 1 – 5       | Paniōnios          |
| Panchaniakos      | 0 – 1       | Ethnikos Pireo     |
| Panathīnaïkos     | 4 – 1       | Elpida Drama       |
| Olympiacos        | 11 – 2      | Rodiakos           |
| Apollōn Smyrnīs   | 3 – 0       | Pallamiaki         |
| Fostiras          | 0 – 2       | Pierikos           |
| Panaigialeios     | 0 – 1       | Proodeftikī        |
| Edessaïkos        | 1 – 4       | PAOK               |
| Olympiakos Kozani | 2 – 2 (dts) | Apollōn Kalamarias |
| Averof Giannina   | 0 – 2       | Īraklīs            |
| Arīs Salonicco    | 1 – 0       | Aris Ptolemaida    |
| Nikī Volo         | 6 – 2       | Achille Triandrìa  |
| Vyzas             | 3 – 0       | Chalandri          |
| Egaleo            | 2 – 1       | Attikos            |
| Evripos Chalkis   | 0 – 2       | Atromītos          |

### Ripetizione
| Squadra 1          | Risultato | Squadra 2         |
| ------------------ | --------- | ----------------- |
| Apollōn Kalamarias | 1 – 2     | Olympiakos Kozani |

## Ottavi di finale
| Squadra 1         | Risultato   | Squadra 2       |
| ----------------- | ----------- | --------------- |
| Olympiakos Kozani | 2 – 2 (dts) | Vyzas           |
| Arīs Salonicco    | 0 – 2 (dts) | Panathīnaïkos   |
| Olympiacos        | 2 – 0       | Īraklīs         |
| PAOK              | 0 – 3 (dts) | AEK Atene       |
| Paniōnios         | 1 – 2 (dts) | Proodeftikī     |
| Atromītos         | 2 – 1       | Egaleo          |
| Pierikos          | 1 – 0       | Nikī Volo       |
| Ethnikos Pireo    | 0 – 1       | Apollōn Smyrnīs |

### Ripetizione
| Squadra 1 | Risultato | Squadra 2         |
| --------- | --------- | ----------------- |
| Vyzas     | 4 – 1     | Olympiakos Kozani |

## Quarti di finale
| Squadra 1     | Risultato | Squadra 2       |
| ------------- | --------- | --------------- |
| Proodeftikī   | 0 – 1     | AEK Atene       |
| Panathīnaïkos | 3 – 0     | Vyzas           |
| Atromītos     | 1 – 5     | Olympiacos      |
| Pierikos      | 2 – 0     | Apollōn Smyrnīs |

## Semifinali
| Squadra 1     | Risultato   | Squadra 2  |
| ------------- | ----------- | ---------- |
| Pierikos      | 1 – 3       | AEK Atene  |
| Panathīnaïkos | 1 – 1 (dts) | Olympiacos |